# Metal Gear Solid: Peace Walker
Metal Gear Solid: Peace Walker ist ein Computerspiel der Metal-Gear-Solid-Reihe, das von Kojima Productions entwickelt und von Konami veröffentlicht wurde. Das Spiel ist wie die Vorgänger ein Stealth-Shooter und erschien am 29. April 2010 für die PlayStation Portable. Obwohl ursprünglich nur für tragbare Spielkonsole erschienen, gilt es als Teil der Hauptreihe. Im Februar 2012 wurde es als Teil der Metal Gear Solid HD Collection in einer grafisch höher aufgelösten Variante auch für PlayStation 3 und Xbox 360 veröffentlicht.

## Handlung
Peace Walker spielt auf Costa Rica im Jahr 1974. Der Spieler steuert Big Boss, der mit seiner Söldnereinheit Militaires sans Frontières (MSF) gegen die CIA vorgeht, die auf der Insel neue Waffensysteme testet. Darunter befindet sich auch ein Waffenläufer namens Peace Walker, der ähnlich wie Metal Gear mit Atomwaffen ausgerüstet ist.

## Spielprinzip
Das Spiel teilt sich auf mehrere Ebenen auf. Militaires sans Frontières besitzt eine Hauptzentrale namens Mother Base auf einer verlassenen Forschungsplattform in der Karibik. Sie ist die zentrale Anlaufstelle des Spiels, von der aus der Spieler zu den Missionen aufbricht. Diese werden unterschieden in Missionen, die zur Haupthandlung beitragen, und Zusatzmissionen, die man mit menschlichen Mitstreitern absolvieren kann. Die Missionen sind inhaltlich eigenständig, die Vorgehensweise wirkt sich jedoch auf die Weiterentwicklung der Mother Base aus. Beispielsweise können die in den Missionen betäubten Wachsoldaten über ein Fulton Recovery System in die Mother Base gebracht werden, wo sie erst inhaftiert und dann zu eigenen Gefolgsleuten gemacht werden. Jeder Soldat besitzt dabei andere Eigenschaften. Mit dem zusätzlichen Personal können die Mother Base ausgebaut, neue Forschungen eingeleitet, Soldaten auf Missionen ausgeschickt und neue Einsätze für den Spieler freigeschaltet werden. Bei den Endgegnern handelt es sich oft um militärische Fahrzeuge und Waffensysteme wie Kampf- und Schützenpanzer, Helikopter oder gepanzerte Transporter, die ebenfalls zur Stärkung der eigenen militärischen Schlagkraft erobert werden können.

## Entwicklung
Peace Walker wurde ursprünglich als Metal Gear Solid 5 entwickelt und ist auf PSP der geistige Nachfolger von Portable Ops, das bereits Elemente des Basisbaus und der Rekrutierung von feindlichen Soldaten enthielt. Dieses Konzept wurde für den bis dato letzten Ableger der Reihe, The Phantom Pain wieder aufgegriffen. Peace Walker wurde von Hideo Kojima konzipiert und entstand unter Beteiligung des Entwicklerteams von Metal Gear Solid 4.
Am 3. Februar 2012 veröffentlichte Konami die Metal Gear Solid HD Collection für PlayStation 3 und Xbox 360. Darin enthalten waren die Spiele Metal Gear, Metal Gear 2, Metal Gear Solid 2 inkl. VR-Missionen, Metal Gear Solid 3 und eine HD-Fassung von Metal Gear Solid: Peace Walker. Peace Walker wurde in dieser Version mit einem kooperativen Online-Modus ausgestattet. In der später für die PlayStation Vita unter gleichen Namen veröffentlichten Version der Sammlung war das Spiel jedoch nicht vorhanden.

## Rezeption
Peace Walker wird vielfach zur Hauptreihe gezählt. Das Spiel erhielt meist positive Kritiken und hat einen Metacritic-Wert von 89. 1Up.com bezeichnete das Spiel als „Rettung der Serie vor sich selbst“. Vor allem die gelungene Verschmelzung von Elementen westlichen Spieledesigns (z. B. Übernahme der Kamerasteuerung über die Frontbuttons aus Syphon Filter) mit östlicher Designphilosophie (z. B. die kooperative Bosskämpfe in Monster Hunter) wurden als Erfolgsfaktoren bezeichnet. Im Vergleich zu vorherigen PSP-Titeln der Reihe vereinfachte Peace Walker die Steuerung und legte den Fokus nach dem weniger eindeutigen Metal Gear Solid 4 wieder ausdrücklich auf heimliche und gewaltarme Vorgehensweise.
In Japan wurden innerhalb von zwei Wochen 574.957 Exemplare des Spiels verkauft.
Auf der Tokyo Game Show 2009 wurde Peace Walker als Bestes Spiel der Messe und Bestes PSP-Spiel ausgezeichnet. IGN zeichnete das Spiel 2010 bei den Preisverleihungen für die besten PSP-Spiele in den Kategorien Spiel des Jahres, Fesselndes Spielprinzip, Beste Optik, Bestes Preis-Leistungs-Verhältnis, Beste Erzählung, Bestes Koop-Spiel und Coolste Atmosphäre aus.